# Núcleo Amigos da Terra Brasil
O Núcleo Amigos da Terra Brasil (NAT/BR), uma Organização da Sociedade Civil de Interesse Público, é uma das mais antigas associações ambientalistas do Rio Grande do Sul, no Brasil.
Em sua primeira fase foi uma organização de mulheres. Foi fundada oficialmente, com o nome de Ação Democrática Feminina Gaúcha (ADFG), em 14 de março de 1964, na casa de sua sócia e diretora Heloisa Becker, em Porto Alegre, mas já desenvolvia atividades desde um pouco antes. Nesta época tinha uma orientação ideológica de direita, apoiando o Golpe Militar de 1964 e a Igreja Católica e combatendo o comunismo, apresentando-se como "vigilantes da Pátria" e "protetoras da nação", mas seus objetivos principais eram a promoção da cidadania e a educação,  tendo como alvo prioritário mulheres de baixa renda, mas também escolares, menores carentes e o público em geral. Desde o início recebeu o apoio da oficialidade. A posse da Diretoria, realizada no Salão de Atos da Pontifícia Universidade Católica em 20 março, contou com a presença da esposa do governador, Judith Meneghetti, deputados estaduais, vereadores e outras autoridades, num salão lotado. A primeira Diretoria foi composta por  Ilda Baumhardt (presidente), Dora Kessler, Heloisa Becker, Iris Correia Lopes, Nelly Schlater, Giselda Escosteguy Castro, Maria Helena Rosenfeld, Maria Aragon de Vecino, Nilpa Nunes dos Santos e Dulce
Pereira. Ecilda Haensel, uma das fundadoras, foi encarregada da instalação de núcleos em todo o estado.
A ADFG organizou em 22 de maio a Marcha da Família com Deus pela Liberdade, que comemorou o Golpe, e em poucos meses já reunia centenas de simpatizantes em suas reuniões, atuando em escolas, associações de bairro e na imprensa, procurando “espantar as ideias maléficas que rondavam a sociedade gaúcha", como referiu Eduardo dos Santos Chaves. Uma nota na imprensa divulgava seus propósitos, pretendendo ministrar "cursos de orientação geral, com a finalidade de atualizar conhecimentos de teoria geral do Estado, economia, política, questões sociais e doutrina social cristã". Logo estabeleceu contatos com outros movimentos semelhantes em todo o Brasil, e militares, políticos, empresários e membros da Igreja passariam a dar ativa colaboração, aprofundando um caráter assistencialista que existira desde o início. Este perfil se manteria inalterado até os anos 1970.
Contudo, em 1974, durante a presidência de Magda Renner, e sob o impacto da atividade de José Lutzenberger, um dos fundadores da Associação Gaúcha de Proteção ao Ambiente Natural (AGAPAN), foi criado o Departamento de Ecologia, passando a atuar no movimento ambientalista, que estava começando a ganhar as ruas e influência política, e iniciando uma transformação em seu perfil. Como relata Teresa Urban, nesta época muitas associadas debandaram pela pressão de seus maridos, que entendiam a defesa do ambiente como uma ameaça aos seus negócios. Doravante a AGAPAN seria uma das mais constantes aliadas da ADFG. Segundo Maria da Conceição Carrion, com este departamento a ADFG realizou uma síntese inédita no Brasil entre as questões de gênero e o ambientalismo, apontando para o surgimento posterior do ecofeminismo.
A ADFG envolveu-se desde então em importantes debates públicos, muitas vezes em parceria com outras entidades. Alguns exemplos de suas muitas iniciativas são a organização em 1974 do I Encontro Comunitário Nacional pela Preservação da Natureza, reunindo participantes de todo o Brasil, a participação em 1978 na mobilização popular e institucional em torno da maré vermelha de Hermenegildo, em 1979 engajou-se na campanha Alimentos sem Veneno, com a AGAPAN, que buscava limitar e regulamentar o uso dos agrotóxicos, em 1980 fez parte de um movimento para criação de nova legislação ambiental, com a AGAPAN e o Movimento de Justiça e Direitos Humanos, e em 1982 colaborou na fundação, na Malásia, da rede internacional contra os agrotóxicos Pesticide Action Network.
Nesta época iniciou também sua colaboração com a organização internacional Amigos da Terra (Friends of the Earth International). Em 1981 foi convidada a integrar a Federação dos Amigos da Terra Internacional, abriu seu quadro de associados para a participação masculina, e em 1984 passou a se chamar Ação Democrática Feminina Gaúcha — Amigos da Terra Brasil. Ganhando crescente destaque, foi convidada a integrar comissões regionais e nacionais de alto nível, como o Conselho Deliberativo do Fundo Pró-Guaíba, uma das Câmaras Técnicas Permanentes do Conselho Nacional do Meio Ambiente, e a Comissão Nacional sobre problemas brasileiros da Sociedade Brasileira para o Progresso da Ciência. Em 1998, já não tendo o feminismo entre seus principais eixos estruturadores nem sendo uma associação de mulheres, o nome mudou outra vez, abreviado para Núcleo Amigos da Terra Brasil.
Sua atividade não apenas continuou como se expandiu, realizando numerosas campanhas de conscientização ecológica, traduzindo e publicando vasta bibliografia, denunciando agressões ao meio ambiente, pressionando os órgãos públicos, dando palestras em escolas, universidades, centros comunitários e outras instituições, participando de audiências públicas oficiais, acompanhando e discutindo a implantação de grandes projetos e os seus impactos. Passou a integrar também o Conselho Municipal de Meio Ambiente de Porto Alegre, o Conselho Estadual de Meio Ambiente, a Comissão Coordenadora do Plano de Ação para Segurança Química e o Comitê Gaúcho do Fórum Social Mundial/2005, além de várias redes de ONGs e outras associações ambientalistas, como a Coalizão Rios Vivos, a Rede de Ongs da Mata Atlântica, a Coalizão Florestas, a Rede Nacional Pró Unidades de Conservação, o Fórum Brasileiro de Ongs e Movimentos Sociais para o Meio Ambiente e o Desenvolvimento, a Rede Brasil sobre Instituições Financeiras Multilaterais e a Assembleia Permanente de Entidades em Defesa do Meio Ambiente do Rio Grande do Sul, e recebeu várias homenagens.